# Metoda tečen

Jeden krok metody tečen při hledání řešení. představuje původní odhad, v bodě je sestrojena tečna ke křivce. V místě, kde tečna protíná osu, se nachází nový odhad.

Metoda tečen je iterační numerická metoda užívaná v numerické matematice k nalezení kořenů funkce nebo k řešení soustavy nelineárních algebraických rovnic. Nazývá se také Newtonova metoda (nebo Newton-Raphsonova metoda) a metodou tečen je označována, protože přesnější řešení rovnice f(x) = 0 je hledáno ve směru tečny funkce f(x).

## Popis algoritmu
Newtonova metoda tečen slouží k nalezení řešení rovnice {\displaystyle f(x)=0} za předpokladu, že známe derivaci funkce {\displaystyle f'(x)}, tedy směrnici tečny. Pro jednoduchost dále předpokládejme, že {\displaystyle x} i {\displaystyle f(x)} jsou skaláry.

Animovaná ukázka hledání řešení.

Dalším nezbytným předpokladem je znalost počáteční hodnoty {\displaystyle x_{0}}, v jejíž blízkosti hledáme řešení. Pokud se funkce {\displaystyle f(x)} chová rozumně (je spojitá, hladká a monotónní v intervalu, ve kterém hledáme řešení), lze očekávat řešení v místě, kde tečna sestrojená z bodu {\displaystyle f(x_{0})} protíná osu {\displaystyle x}. (Směrnice této tečny je {\displaystyle f'(x_{0})}.) Tento průsečík označíme {\displaystyle x_{1}} a vypočteme jej podle následujícího vztahu.
{\displaystyle x_{1}=x_{0}-{\frac {f(x_{0})}{f'(x_{0})}}}
Za splnění výše uvedených předpokladů by měla hodnota {\displaystyle f(x_{1})} být blíže nule než původní {\displaystyle f(x_{0})}. Stejný postup můžeme opakovat a najít tak ještě přesnější hodnotu {\displaystyle x_{k+1}}.
{\displaystyle x_{k+1}=x_{k}-{\frac {f(x_{k})}{f'(x_{k})}}}
Iteraci provádíme tak dlouho, dokud hodnota {\displaystyle f(x_{k})} neleží dostatečně blízko nule. Pokud metoda konverguje a pokud kořen není násobný, je konvergence velice rychlá. S každou iterací se přibližně zdvojnásobí počet desetinných míst, která jsou správně (přesněji, konvergence je kvadratická). Častým kriteriem pro ukončení výpočtu proto bývá okamžik, kdy vzdálenost dvou po sobě jdoucích iterací je dostatečně malá.[zdroj?]

## Odvození iteračního vzorce
Víme, že rovnice tečny tk funkce f(x) v libovolném bodě xk je dána vzorcem, jelikož derivace je směrnicí tečny (koeficient lineárního členu):
{\displaystyle t_{k}:y=f'(x_{k})\cdot x+b}
Zároveň také víme, že tečna tk prochází bodem {\displaystyle \left[x_{k},f(x_{k})\right]}. Po dosazení:
{\displaystyle f(x_{k})=f'(x_{k})\cdot x_{k}+b}
{\displaystyle b=f(x_{k})-f'(x_{k})\cdot x_{k}}
Hledáme bod {\displaystyle \left[x_{k+1},0\right]}, což je průnik tečny tk v bodě xk s osou x, a zároveň dosadíme vyjádřené b:
{\displaystyle 0=f'(x_{k})\cdot x_{k+1}+f(x_{k})-f'(x_{k})\cdot x_{k}}
{\displaystyle f'(x_{k})\cdot x_{k+1}=f'(x_{k})\cdot x_{k}-f(x_{k})}
Odtud již plyne:
{\displaystyle x_{k+1}=x_{k}-{\frac {f(x_{k})}{f'(x_{k})}}}

## Příklad: Výpočet druhé odmocniny
Úkolem je vypočítat druhou odmocninu kladného reálného čísla a.
{\displaystyle x={\sqrt {a}}}
Problém lze definovat také jako nalezení kořenu funkce {\displaystyle f(x)=x^{2}-a}, neboli řešení rovnice {\displaystyle f(x)=0}.
Vypočteme derivaci {\displaystyle f'(x)}.
{\displaystyle f'(x)=2x}
Dosadíme do obecného vzorce a upravíme.
{\displaystyle x_{k+1}=x_{k}-{\frac {f(x_{k})}{f'(x_{k})}}=x_{k}-{\frac {x_{k}^{2}-a}{2x_{k}}}}
{\displaystyle x_{k+1}={\frac {1}{2}}\left(x_{k}+{\frac {a}{x_{k}}}\right)}
Získáváme tak rekurentní rovnici, u které jako počáteční podmínku můžeme zvolit {\displaystyle x_{0}=a}.

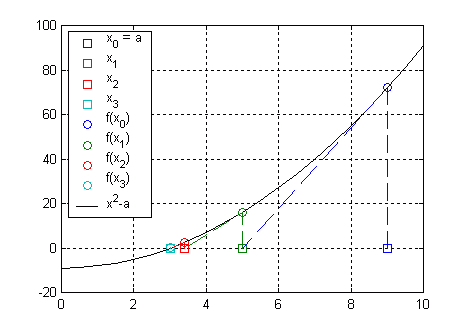
Ukázka výpočtu, neboli, metodou tečen.

Výpočet {\displaystyle {\sqrt {9}}} (druhé odmocniny z devíti) bude podle výše uvedeného algoritmu probíhat následovně.
```
a  = 9
x
0
 = 9
x
1
 = 5
x
2
 = 3.4
x
3
 = 3.02352941176471
x
4
 = 3.00009155413138
x
5
 = 3.00000000139698
x
6
 = 3.00000000000000
x
7
 = 3.00000000000000
```

Je vidět, že po několika málo krocích se hodnota {\displaystyle x_{k}} nemění a ustálí se (konverguje) na hodnotě 3, což odpovídá správnému výsledku.

### Historická zajímavost
Výše předvený postup lze použít na počítačích, které neuměly počítat druhou odmocninu „z továrny“. Nicméně u takových počítačů býval výpočet podílu výrazně pomalejší než výpočet součinu a tak se spíše používal analogickým postupem odvozený vzorec pro výpočet převrácené hodnoty druhé odmocniny ({\displaystyle f(x)={\frac {1}{x^{2}}}-a}; {\displaystyle f'(x)=-{\frac {2}{x^{3}}}}; {\displaystyle x_{k+1}=x_{k}\left({\frac {3}{2}}-{\frac {a}{2}}x_{k}^{2}\right)}), protože ten neobsahuje dělení (kromě jednoduchého dělení dvěma). Druhá odmocnina se potom spočítala vynásobením původního čísla a takto vypočtené převrácené hodnoty druhé odmocniny.